# Firebug
Firebug （ファイアバグ）とは、JavaScript コンソールやウェブページの HTML, CSS, JavaScript などの編集・デバッガ・プロファイラ、DOM の解析機能など、様々なウェブ開発ツールを提供する Mozilla Firefox の拡張機能である。
Firebug では、ウェブサイトの CSS, HTML, XML, DOM, JavaScript などの記述や修正、デバッグなどを行うことができる。また、Ajax などの開発で必要となる、XMLHttpRequest のモニタリング機能なども備えている。Firebug の公式サイトでは、Firebug の使い方公式ガイドが提供されている。
Firebug は Firefox (DOM Inspector) 開発者の一人である Joe Hewitt らによって開発されている。なお、Internet Explorer など Firefox 以外のウェブブラウザ向けには Firebug Lite を提供している。
Firebugは2006年1月にリリースされた。その後、Google Chromeに対抗してFirefoxの開発者ツールを充実させる動きが広がり、Firebugの機能はFirefoxに取り込まれるようになった。2016年にはFirefoxと統合され、拡張機能としてのFirebugはメンテナンスのみが行われていた。2017年11月のFirefox Quantumのリリースとともに開発終了となる。

## 主要機能
- HTML, CSS, XML, DOM, JavaScript などのリアルタイム表示・作成・編集
- JavaScript のログ出力、デバッガ、プロファイラ
- コマンドライン機能
- 通信解析（ファイルや XMLHttpRequest など）
- デュアルディスプレイ環境での表示に対応

## ライセンス
Firebug は、修正BSDライセンスの下で配布されているオープンソースの自由ソフトウェアである。